# كيمينو
كيمينو هي بلدية في اليابان، وبلدة في اليابان، تقع في واكاياما، ومقاطعة كايزو، بلغ عدد سكانها 8,756 نسمة وذلك حسب إحصائيات سنة 2017، تبلغ مساحتها 128.34 كيلومتر مربع.

## الموقع
تشترك في الحدود مع:
- كاينان، واكاياما
- كاتسوراغي
- كينوكاوا، واكاياما
- آريداغاوا.